# Resolutie 2206 Veiligheidsraad Verenigde Naties
Resolutie 2206 van de Veiligheidsraad van de Verenigde Naties werd met unanimiteit door de VN-Veiligheidsraad aangenomen op 3 maart 2015. De resolutie bereidde de sancties voor die zouden worden ingesteld als de lopende onderhandelingen tussen de overheid en rebellen in Zuid-Soedan zouden spaaklopen.

## Achtergrond
In 2011 was Zuid-Soedan na decennia van conflict om het olierijke gebied onafhankelijk geworden van Soedan. Eind 2013 ontstond echter een politieke crisis tussen president Salva Kiir en voormalig vicepresident Riek Machar die uitdraaide op etnisch geweld en moordpartijen. Daarbij waren al twee miljoen mensen op de vlucht geslagen, en werd de bevolking van Zuid-Soedan nog dieper in de armoede en een humanitaire crisis geduwd.

## Inhoud
De Intergouvermentele Ontwikkelingsautoriteit (IGAD) bemiddelde in de kwestie. Zo was men op 23 januari 2014 overeengekomen de vijandelijkheden te staken en op 1 februari 2015 om een overgangsregering van nationale eenheid te vormen. De staatshoofden en regeringsleiders van de IGAD en de Vredes- en Veiligheidsraad van de Afrikaanse Unie hadden ook aangegeven sancties te willen opleggen tegen partijen die de afspraken niet zouden naleven.
Op 10 juni 2014 was de vorming van een overheidsregering binnen de zestig dagen aangekondigd. De Zuid-Soedanese overheid en de Soedanese Volksbevrijdingsbeweging (SPLM) werden nu veroordeeld omdat ze niet tot een akkoord waren gekomen. Op 25 augustus 2014 betreurde de IGAD de vele schendingen van de akkoorden en riep op binnen de 45 dagen de overgangsregering te vormen.
Op 12 januari 2015 was onder Chinese bemiddeling een vijfpuntenplan overeengekomen, waarbij de partijen:
1. Zich moesten inzetten voor de uitvoering van alle getekende akkoorden,
2. De onderhandelingen voor een overgangsregering moesten opvoeren,
3. Concrete maatregelen moesten nemen om de humanitaire crisis te verlichten,
4. De veiligheid van buitenlands personeel en materieel moesten verzekeren,
5. Actief moesten deelnemen aan de IGAD-onderhandelingen.

Op 21 januari 2015 werd onder Tanzaniaanse bemiddeling het Akkoord inzake de Hereniging van de SPLM bereikt. Het was de politieke breuk van de SPLM die aan de basis van de burgeroorlog lag.
Volgens een rapport van UNMISS van 8 mei 2014 waren zowel door de overheid als de rebellen misdaden tegen de menselijkheid en oorlogsmisdaden gepleegd, waaronder moorden, verkrachtingen, ander seksueel geweld, verdwijningen en willekeurige arrestaties. Ook werden de media gebruikt om haatboodschappen ten aanzien van een bepaalde etnische groep te verspreiden. Er moest snel een einde komen aan de straffeloosheid en de daders moesten worden berecht.
De Veiligheidsraad stelde een reisverbod en bevriezing van financiële middelen voorop tegen specifieke personen en organisaties. Deze sancties zouden van toepassing zijn voor degenen die:
- Het conflict probeerden te rekken of de vredesgesprekken verstoorden,
- Het politieke proces in Zuid-Soedan tegenwerkten,
- Mensenrechtenschendingen planden of uitvoerden,
- Burgers viseerden,
- Kindsoldaten inzetten,
- Internationale vredes-, diplomatieke en humanitaire missies hinderden of aanvielen.

Er werd tevens een comité opgericht om toe te zien op de uitvoering van de sancties en de lijst van personen en organisaties te onderhouden. Ook werd een panel met vijf experts opgericht dat het comité daarin bij zou staan.

## Verwante resoluties
- Resolutie 2187 Veiligheidsraad Verenigde Naties (2014)
- Resolutie 2205 Veiligheidsraad Verenigde Naties
- Resolutie 2223 Veiligheidsraad Verenigde Naties
- Resolutie 2230 Veiligheidsraad Verenigde Naties

Lijst ·  2196 ·  2197 ·  2198 ·  2199 ·  2200 ·  2201 ·  2202 ·  2203 ·  2204 ·  2205 ·  2206 ·  2207 ·  2208 ·  2209 ·  2210 ·  2211 ·  2212 ·  2213 ·  2214 ·  2215 ·  2216 ·  2217 ·  2218 ·  2219 ·  2220 ·  2221 ·  2222 ·  2223 ·  2224 ·  2225 ·  2226 ·  2227 ·  2228 ·  2229 ·  2230 ·  2231 ·  2232 ·  2233 ·  2234 ·  2235 ·  2236 ·  2237 ·  2238 ·  2239 ·  2240 ·  2241 ·  2242 ·  2243 ·  2244 ·  2245 ·  2246 ·  2247 ·  2248 ·  2249 ·  2250 ·  2251 ·  2252 ·  2253 ·  2254 ·  2255 ·  2256 ·  2257 ·  2258 ·  2259